# Abère
 Abère  (en occitano Avera) es una población y comuna francesa, en la región de Nueva Aquitania, departamento de Pirineos Atlánticos, en el distrito de Pau y cantón de País de Morlaàs y de Montanérès.

## Historia
De 1793 a 2015 formó parte del cantón de Morlaàs

## Demografía
| Gráfica de evolución demográfica de Abère entre 2006 y 2019 |
|                                                             |

Fuentes: INSEE.

## Políticos
Elecciones Presidential Segunda Vuelta:
| Elección | Elección | Candidato Ganador | Partido | %     |
| -------- | -------- | ----------------- | ------- | ----- |
|          | 2022     | Emmanuel Macron   | LREM    | 64,04 |
|          | 2017     | Emmanuel Macron   | EM      | 67,02 |
|          | 2012     | Nicolas Sarkozy   | UMP     | 59,38 |
|          | 2007     | Nicolas Sarkozy   | UMP     | 71,57 |
|          | 2002     | Jacques Chirac    | RPR     | 85,86 |